# Jihlava
Jihlava (germană Iglau) este o comună și un oraș în partea de sud a Cehiei, pe Râul Jihlava. Este cel mai vechi oraș minier al Cehiei, reședința regiunii Vysočina. La recensământul din 2001 avea o populație de 50.702 locuitori.